# Segunda Guerra dos Cem Anos
"Segunda Guerra dos Cem Anos" (c. 1689 - c. 1815) é uma periodização ou termo histórico usado por alguns historiadores  para descrever a série de conflitos militares entre a Grã-Bretanha e a França, que ocorreram entre cerca de 1689 (ou há quem diga 1714) até 1815. A Segunda Guerra dos Cem Anos recebeu este nome devido a Guerra dos Cem Anos, quando a rivalidade Inglaterra-França começou no século XIV. O termo parece ter sido cunhado por J. R. Seeley em sua influente obra The Expansion of England: Two Courses of Lectures (1883).